# 기약 공간
대수기하학과 일반위상수학에서 기약 공간(旣約空間, 영어: irreducible space) 또는 초연결 공간(超連結空間, 영어: hyperconnected space)은 대수다양체의 자리스키 위상과 같이, 두 닫힌 진부분 집합의 합집합으로 나타낼 수 없는 위상 공간이다.

## 정의
위상 공간 {\displaystyle X}에 대하여 다음 조건들이 서로 동치이며, 이를 만족시키는 위상 공간을 기약 공간이라고 한다.
- 닫힌집합 {\displaystyle C,D\subseteq X}에 대하여, 만약 {\displaystyle C\cup D=X}이라면, {\displaystyle C=X}이거나 {\displaystyle D=X}이다.
- 임의의 두 열린집합 {\displaystyle U,V\subseteq X}에 대하여, 만약 {\displaystyle U\cap V=\varnothing }라면 {\displaystyle U=\varnothing }이거나 {\displaystyle V=\varnothing }이다.
- 모든 열린집합은 공집합이거나 아니면 조밀 집합이다.
- 닫힌집합 {\displaystyle C\subseteq X}의 내부가 {\displaystyle \operatorname {int} C\neq \varnothing }이라면, {\displaystyle C=X}이다.

기약 스킴(旣約scheme, 영어: irreducible scheme)은 (자리스키) 위상 공간으로서 기약 공간인 스킴이다.
위상 공간 {\displaystyle X}의 기약 성분(旣約成分, 영어: irreducible component)은 포함 관계에 대하여 극대인 기약 부분 공간이다.

## 성질
모든 기약 공간은 연결 공간이며, 국소 연결 공간이다. (그러나 경로 연결 공간이거나 국소 경로 연결 공간일 필요는 없다.)
두 개 이상의 점을 갖는 기약 공간은 하우스도르프 공간이 아니다. 따라서, 하우스도르프 공간의 기약 성분들은 한 점만을 갖는 부분 집합들이다.
기약 공간의 연속 함수에 대한 상은 기약 공간이다. 따라서, 기약 공간에서 하우스도르프 공간으로 가는 연속 함수는 상수 함수밖에 없다.

## 예
모든 대수다양체(즉, 기약 대수 집합)는 (자리스키 위상을 주었을 때) 정의에 따라 기약 공간을 이룬다. 예를 들어, 아핀 공간과 사영 공간은 기약 공간이다.
기약 스킴이 아닌 대수 집합으로는 (어떤 체 {\displaystyle K}에 대하여) {\displaystyle \operatorname {Spec} K[x,y]/(xy)}를 들 수 있다. 이는 x축 {\displaystyle \operatorname {Spec} K[x,y]/(x)}와 y축 {\displaystyle \operatorname {Spec} K[x,y]/(y)}의 합집합이므로, 기약 공간이 아니다.

## 같이 보기
- 차분한 공간

## 참고 문헌
- Hartshorne, Robin (1977). 《Algebraic geometry》. Graduate Texts in Mathematics (영어) 52. Springer. doi:10.1007/978-1-4757-3849-0. ISBN 978-0-387-90244-9. ISSN 0072-5285. MR 0463157. Zbl 0367.14001.
- Steen, Lynn Arthur; J. Arthur Seebach, Jr. (1978). 《Counterexamples in topology》 (영어) 2판. Springer. doi:10.1007/978-1-4612-6290-9. ISBN 978-0-387-90312-5. MR 507446. Zbl 0386.54001.